# Кёнигсмарк, Аврора фон
Графиня Мария Аврора фон Кёнигсмарк (нем. Marie Aurora Gräfin von Königsmarck; 28 апреля 1662, Штаде — 16 февраля 1728, Кведлинбург) — любовница Августа Сильного, мать Морица Саксонского, впоследствии настоятельница Кведлинбургского аббатства. Вольтер считал её наряду с Екатериной II «самой знаменитой женщиной двух столетий».

## Биография
Мария Аврора родилась в семье графа Курта Кристофа Кёнигсмарка и его супруги Марии Кристины Врангель (сводным братом матери Авроры приходился шведский риксмарск Карл Густав Врангель). Её отец состоял поочередно на шведской и голландской службе и был убит бомбой в 1673 году при осаде Бонна.
Мария Аврора была младшей дочерью в семье и отличалась необыкновенной красотой. Она провела детство в штадском дворце Агатенбург. Аврора получила прекрасное воспитание, говорила на немецком, французском, итальянском и шведском языках и читала древних авторов на латыни. Начиная с 15 лет в сопровождении своей матери она бывала при дворах Германии и Швеции, где усвоила изысканные манеры.
После смерти матери в 1691 году Мария Аврора некоторое время жила в Гамбурге у своей старшей сестры Амалии Вильгельмины фон Кёнигсмарк. Спустя три года в 1694 году она переехала в Дрезден, где была представлена курфюрсту Августу Сильному. Оказав сильное впечатление на саксонского правителя, Аврора при его поддержке пыталась спасти своего брата Филиппа Кристофа фон Кёнигсмарка, который бесследно исчез в ганноверском дворце Вельфов, или хотя бы добиться информации о его смерти и вступить в его наследство.
Благодаря своей красоте Аврора фон Кёнигсмарк очаровала курфюрста и вскоре стала его официальной любовницей. 28 октября 1696 года в Госларе она родила от Августа сына, Морица Саксонского, в будущем прославленного маршала и полководца. Вскоре после рождения ребёнка Август охладел к Авроре, и та ушла в женский монастырь в Кведлинбурге. В 1698 году она стала коадъютором, а двумя годами позже настоятельницей монастыря, при этом попеременно проживая в Берлине, Дрездене и Гамбурге.
Во время Великой Северной войны в 1702 году Август отправлял Аврору к шведскому королю Карлу XII для переговоров о возможном заключении мира. Однако её миссия не увенчалась успехом — она даже не удостоилась аудиенции короля.
Аврора фон Кёнигсмарк обладала разносторонним образованием, знала редкие языки, виртуозно играла на лютне и виоле и написала несколько небольших литературных произведений, сюжетов для опер, несколько любовных песен и кантат.

## В художественной литературе
Аврора фон Кёнигсмарк — одно из главных действующих лиц романа «Аврора» — первого из дилогии «Кровь Кёнигсмарков» французской писательницы Жюльетты Бенцони (второй роман дилогии — «Сын Авроры» — рассказывает о её сыне — маршале Франции Морице Саксонском).